# توماس واتسون (پزشک)
توماس واتسون (انگلیسی: Thomas Watson؛ ‏ ۱۷۹۲ – ۱۱ دسامبر ۱۸۸۲) پزشک اهل بریتانیا بود که دلیل شهرتش کشف و توصیف نبض چکشی واتسون در بیماران دچار «نارسایی دریچهٔ آئورت» در سال ۱۸۴۴ بود. او مابین سال‌های ۱۸۶۲ تا ۱۸۶۶ رئیس «کالج سلطنتی پزشکان» بریتانیا بود. وی همچنین از سال ۱۸۵۹ به مدت دو سال رئیس «انجمن آسیب‌شناسی» و در سال ۱۸۶۸ رئیس «انجمن بالینی لندن» شد.